# Miguel Murillo
Pour les articles homonymes, voir Murillo.
Miguel Murillo (né le 24 mars 1898 à La Paz, et mort le 12 février 1968), est un joueur bolivien de football, qui évoluait en tant que gardien de but.

## Biographie
Il joue gardien pendant sa carrière dans le club bolivien de Club Bolívar.
Avec la Bolivie, il participe à la coupe du monde 1930 en Uruguay, sélectionné par le bolivien Ulises Saucedo.